# Sinfonia n.º 31 (Mozart)
A Sinfonia n.º 31 em ré maior, "Paris", é uma das sinfonias mais conhecidas de Wolfgang Amadeus Mozart. No catálogo Köchel é a K.297 (com o segundo movimento original) e a K.300a (com o segundo movimento novo).
| Composições de Wolfgang Amadeus Mozart |               |
| Apelido:                               | Paris         |
| Forma:                                 | Sinfonia      |
| Tonalidade:                            | Ré maior      |
| Movimentos                             | 3             |
| Data da composição:                    | Junho de 1778 |
| Número da composição:                  | KV 298/300    |
| Andamentos                             |               |
| Primeiro movimento                     | Allegro assai |
| Segundo movimento                      | Andante       |
| Terceiro movimento                     | Allegro       |